# 奇蹟之洞國家公園
奇蹟之洞國家公園（西班牙語：Parque nacional Cueva de las Maravillas）是多明尼加共和國的國家公園，位於該國東南部聖佩德羅-德馬科里斯省，處於伊斯帕尼奧拉島，面積4.5平方公里，始建於1997年7月22日。